# Nhà hát Dom Pedro V
Nhà hát Dom Pedro V (tiếng Trung: 伯多祿五世劇院; tiếng Bồ Đào Nha: Teatro Dom Pedro V) là một nhà hát lịch sử nằm ở São Lourenço, Ma Cao, Trung Quốc. Đây là một trong những nhà hát theo phong cách phương Tây đầu tiên ở Đông Á. Nhà hát là một địa danh quan trọng trong khu vực và vẫn là địa điểm tổ chức các sự kiện và lễ kỷ niệm quan trọng cho công chúng cho đến tận ngày nay.

## Lịch sử
Nhà hát được xây dựng vào năm 1860 bởi người Bồ Đào Nha địa phương để kỷ niệm vị vua trị vì Pedro V. Đây từng là nơi gặp gỡ thường xuyên của những người Bồ Đào Nha và Macan sống ở Ma Cao. Mặt tiền hiện tại của nó đã được thêm vào vào năm 1873. Nhà hát được sử dụng làm nơi trú ẩn cho người tị nạn trong chiến tranh thế giới lần thứ hai. Năm 2005, nhà hát này đã được UNESCO công nhận là Di sản thế giới như là một phần của "Khu lịch sử Ma Cao". Tháng 8 năm 2017, trần của mái cổng nhà hát đã bị hư hại do bão Hato.

## Kiến trúc
Nhà hát mang kiến trúc Tân cổ điển. Tòa nhà dài 41,5 mét và rộng 22 mét. Ngoài chức năng là một nhà hát, nó còn có phòng khiêu vũ, phòng làm việc và phòng chơi bida.